# Кримськотатарський музей мистецтв
Кримськотатарський музей мистецтв (крим. Qırımtatar sanatlar müzeyi), з 2015 року за незаконним рішенням окупаційної влади — Кримськотатарський музей культурно-історичної спадщини (крим. Qırımtatar medeniy-tarihiy miras müzeyi) — музей у Сімферополі. Серед основних напрямків діяльності установи є науково-дослідна, фондово-збиральницька, виставково-експозиційна та науково-просвітницька.

## Історія
1992 року було організовано Кримськотатарську національну галерею, яку було перейменовано в 1995 році на Музей образотворчого мистецтва кримських татар, а в 1998 році — на Музей кримськотатарського мистецтва. Тоді ж було прийнято рішення про передачу музеєві приміщення садиби Арендтів, що передбачало виселення її жильців та реконструкцію будівлі. Сам будинок був зведений лікарем Андрієм Арендтом, жив там і його син, лікар та громадський діяч, Микола Арендт. Введення будівлі в експлуатацію планувалося в 2015 році.
14 грудня 1999 року було прийнято ухвалу уряду АР Крим № 493 про створення на базі музею Республіканського кримськотатарського музею мистецтв.
У 2001 році до складу установи ввійшов музей Амет-Хана Султана.
25 лютого 2008 року «Республіканський кримськотатарський музей мистецтв» було перейменовано на «Кримська республіканська установа „Кримськотатарський музей мистецтв“».
27 січня 2015 року в окупації, згідно з російським законодавством, установу перейменували на «Державна бюджетна установа Республіки Крим „Кримськотатарський музей культурно-історичної спадщини“».

## Структура
Кримськотатарський музей мистецтв складається із чотирьох відділів: декоративно-ужиткового мистецтва; образотворчого мистецтва; історії музики, танцю, театру і кіно; експозиційно-виставкової роботи; та двох музеїв — музей ісламського мистецтва та музей Амет-Хана Султана (Алупка).